# Камышево (станция)
Камышёво (в кодификаторах встречается вариант «Камышёво-Сахалинское») — ныне не существующая железнодорожная станция Сахалинского региона Дальневосточной железной дороги. Названа по близлежащему хребту и одноимённому селу, на котором фактически расположена.
Станция открыта в 1926 году в составе пускового участка (Тойохара) Южно-Сахалинск — (Тэй) Холмск-Сортировочный под названием Такарадай. В 1947 году после перехода станции под контроль СССР станция получила современное название. С 1994 года законсервирована, немногим позже было закрыто одноимённое село, находившееся рядом.
До 1994 года станция осуществляла функции разъезда, после чего закрыта и почти полностью разрушена. Рельсы сняты намного позже ввиду её труднодоступности, остался только остов здания станции.